# Łęg (powiat bartoszycki)
Łęg (do 1945 r. niem. Lengen) – osada w Polsce położona w województwie warmińsko-mazurskim, w powiecie bartoszyckim, w gminie Bartoszyce. W latach 1975–1998 miejscowość administracyjnie należała do województwa olsztyńskiego.

## Historia
W 1889 r. był to majątek ziemski o areale 263 ha. W 1970 r. były tu dwa domy, 11 mieszkańców i dwa indywidualne gospodarstwa rolne o łącznej powierzchni 22 ha. W gospodarstwach tych było 16 sztuk bydła (w tym 7 krów), 5 sztuk nierogacizny, 3 konie i dwie owce. W 1983 r. miejscowość już nie istniała.